# Péclets tal
Péclets tal är ett dimensionslöst tal som anger relationen mellan konvektion orsakad av yttre krafter (till exempel en fläkt eller pump och värmekonduktion. Det är uppkallat efter  Jean Claude Eugène Péclet (1793-1857). 
Det kan definieras på ett antal olika sätt, de vanligaste är:
Pe = l * v / α
Pe = l * v * ρ * cp / λ  
Pe = l2 * ρ * cp / λ / t 
Där:
- α - termisk diffusivitet
- λ - termisk konduktivitet
- ρ - Densitet
- cp - Värmekapacitet
- l - Karaktäristisk längd
- t - Karaktäristisk tid
- v - Hastighet

Ett annat sätt att beskriva det är att det är produkten av  reynoldstalet och Prandtls tal